# 14203 Hocking
14203 Hocking è un asteroide della fascia principale. Scoperto nel 1998, presenta un'orbita caratterizzata da un semiasse maggiore pari a 3,0624711 UA e da un'eccentricità di 0,1129424, inclinata di 9,47331° rispetto all'eclittica.